# Blizzard (LITEの曲)
『Blizzard』（ブリザード）は、日本のインストゥルメンタル・ロックバンド、LITEのシングル作品である。

## 解説
2016年11月にリリースした5th Album「Cubic」以来となる約2年ぶりの新曲を、15周年の節目を迎えるLITEが、その活動を経てさらなる進化を見せた新曲をリリース。
本作は10月5日にワールドワイドでデジタルリリースされ、11月9日に7インチのアナログ盤としてアメリカのTopshelf Recordsからリリースされた。タイトル曲の「Blizzard」は次作アルバムからのシングルリリースとなり、レコーディング、ミックスまで全てセルフで行なっている。Mike Watt+The MissingmenのTom Watsonがポエトリーなボーカルでゲスト参加しており、LITEとしては初めてとなるエレドラを使用したドラムのリズムに、スカのギターカッティング、ポストロックのリフとメロディー、そしてオリエンタルなシンセサウンドがグルーヴィーに展開する、インストロックの新境地を切り開いた楽曲となっている。
B面にはテクニカルなギターリフが疾走するマスロックチューン「Zone」が収録されている。

## 収録曲
1. Blizzard
2. Zone

## その他
「Zone」は本作リリース後も、バンドのアレンジにより独自の進化を遂げており、6th Albumリリース前には「Zone 2」としてライブで披露されており、6th Album 「Multiple」では「Zone 3」をもって最終形態となっている。